# د فری
فرِی (به انگلیسی: The Fray) یک گروه راک آمریکایی است که با آلبوم چگونه می‌توان زندگی را نجات داد به شهرت جهانی رسید. این آلبوم دربارهٔ تلاشی است که انسان برای دور کردن کسی از خودکشی یا حل کردن مشکلات روحی دیگران می کند.

## آلبوم‌ها
- چگونه می‌توان یک زندگی را نجات داد (۲۰۰۶)
- درگیری (۲۰۰۹)
- زخم ها و داستان‌ها (۲۰۱۲)

## اعضا
- آیزاک اسلید - خواننده - پیانو
- جو کینگ - گیتار
- بن وایساکی - درامز
- دیو والش - گیتار